# Edward John Harper
Edward John Harper CSsR (ur. 23 lipca 1910 w Nowym Jorku, zm. 2 grudnia 1990 w Saratoga Springs) – amerykański duchowny rzymskokatolicki, redemptorysta, prałat terytorialny Wysp Dziewiczych i biskup Saint Thomas.

## Biografia
Urodził się na Brooklynie. 2 sierpnia 1934 złożył pierwsze śluby zakonne w Zgromadzeniu Najświętszego Odkupiciela, a 2 września 1937 śluby wieczyste. 18 czerwca 1939 w Esopus otrzymał święcenia prezbiteriatu z rąk biskupa pomocniczego nowojorskiego Stephena Josepha Donahue i został kapłanem swojego zgromadzenia.
23 lipca 1960 papież Jan XXIII mianował go prałatem terytorialnym Wysp Dziewiczych - pierwszym w historii ordynariuszem tej diecezji oraz biskupem tytularnym Heraclea Pontica. 6 października 1960 w bazylice Matki Bożej Nieustającej Pomocy na Brooklynie przyjął sakrę biskupią z rąk biskupa brooklińskiego Bryana Josepha McEntegarta. Współkonsekratorami byli biskup Rapid City William Tibertus McCarty CSsR oraz biskup Ponce James Edward McManus CSsR.
18 października 1960 odbył ingres do katedry w Charlotte Amalie, na Wyspach Dziewiczych Stanów Zjednoczonych. Jako ojciec soborowy wziął udział w soborze watykańskim II.
20 kwietnia 1977 papież Paweł VI podniósł prałaturę terytorialną Wysp Dziewiczych do rangi diecezji. Tym samym Edward John Harper został biskupem Saint Thomas. 16 października 1985, po osiągnięciu wieku emerytalnego, bp Harper przeszedł na emeryturę. Zmarł 2 grudnia 1990. Pochowany został na cmentarzu redemptorystów w Esopus.